# Драгојло Дудић
Драгојло Дудић (Клинци, код Ваљева, 9. децембар 1887 — Мачкат, код Чајетине, 29. новембар 1941) био је земљорадник, писац, комунистички револуционар, учесник Народноослободилачке борбе и народни херој Југославије.

## Биографија
Рођен је 9. децембра 1887. године у селу Клинци, код Ваљева од оца Јована и мајке Вишње. Потиче из богате патријархалне заједнице, где се сматрало да је школовање и учење само за градску децу. Сам је научио да чита и пише и постао најписменији и најначитанији сељак у Србији ; један од најузорнијих домаћина у свом крају. Енглески језик научио је током обуке за болничара у Енглеској.
После династичке промене 1903. године када пала династија Обреновић настала су немирна времена сукоба и ратова. После балканских ратова спремало се за Први светски рат.
Драгојло Дудић после одслужења војног рока 1909. године био у ратовима у којима је био болничар, каплар и наредник. После повлачења-преласка српске војске преко Албаније 1915. године и Солунског фронта, трајно се определио за идеје левице, социјалне и друге промене. Тако је 1919. године постао члан Социјалистичке радничке партије Југославије (комуниста).
У своме селу је формирао партијску организацију 1920. године. Неколико пута је био кандидат за народног посланика (1923. и 1925). Био је члан Месног комитета КПЈ за Ваљево и члан Покрајинског комитета КПЈ за Србију, од 1940. године.
Између Првог и Другог светског рата сарађивао је у више листова и часописа, укључујући „Политику“, „Радничке новине“, „Рад“, „Народну правду“ и зборник сељака писаца „За плугом“.
Организатор је устанка у западној Србији 1941. године против окупаторске војске Нацистичке Немачке. У јулу 1941. године формирао је Колубарску партизанску чету, потом је постао командант Ваљевског партизанског одреда, у новембру 1941. изабран је за председника Главног народноослободилачког одбора Србије.
Погинуо у борби с Немцима, 29. новембра 1941. код Мачката на Златибору.
За свој револуционарни рад и учешће у Народноослободилачкој борби, постхумно је одликован са неколико високих одликовања Нове Југославије. Најпре је Указом Председништва АВНОЈ-а 25. септембра 1944. одликован Орденом народног ослобођења, а потом 6. јула 1945. Орденом заслуга за народ првог реда. Указом Президијума Народне скупштине ФНР Југославије 14. децембра 1949. проглашен је за народног хероја.
Читава породица Дудић учествовала је у Народноослободилачкој борби. Син Милош, умро је 1943. од последица рањавања у Пријепољској бици, такође је проглашен за народног хероја, ћерка Перса страдала је у логору Аушвицу у Немачкој, а супруга Стевка и ћерка Зорка биле су заточенице логора Бањица.
У Србији је 1987. и почетком 1988. низом манифестација обележено 100 година од рођења Драгојла Дудића. Поводом тога одржан је научни скуп о Драгојлу Дудићу 25. фебруара 1988. у Ваљеву.

## Дневник 1941.
Дневником је обухваћен период од 1. августа до 5. новембра 1941. године. Његов „Дневник“ објављен 1945. представља важно сведочанство о првим месецима устанка у Србији.
Иво Андрић је о „Дневнику 1941“ Драгојла Дудића написао: То је један од оних записа у чијем постанку књижевни планови и амбиције нису играли никакву улогу, а који управо зато имају и за књижевност огромну документарну вредност, и који се, што је најчудније, и сами уздижу до непосредног правог књижевног израза.
Владимир Дедијер: То је права историја одоздо, историја која се не труди да опише догађаје онако како би они требало да се одвијају, већ онако како су се дешавали.
Током 2020. године изашло је критичко издање „Дневника 1941”.

## Фондација „Драгојло Дудић“
Фондација „Драгојло Дудић“ сваке године, расписује наградни књижевно-публицистички конкурс за необјављена, оригинална књижевна и публицистичка дела. Тема је ослободилачки ратови српског народа. Награде се додељују од 1972.

## Галерија
- Кућа породице Дудић у Клинцима
- Споменик у Ваљеву
- Споменик у Ваљеву
- Споменик у Парку Виде Јоцић у Ваљеву
- Споменик Миши Дудићу у Ваљеву
- Спомен-плоча на спомен-гробљу на Крушику
- Орден народног хероја